# Jean-Joseph Rodolphe
Jean-Joseph Rodolphe (auch: Johann Joseph Rudolph; * 14. Oktober 1730 in Straßburg; † 18. August 1812 in Paris) war ein französischer Hornist, Geiger, Komponist und Musikpädagoge.

## Leben
Jean-Joseph Rodolphe hatte ersten Musikunterricht bei seinem Vater Theodor Peter Rudolph, im Alter von fünfzehn Jahren erhielt er Violinunterricht bei Jean-Marie Leclair in Paris. Er war Orchestermusiker in Bordeaux und Montpellier, bevor er 1756 nach Parma ging, wo er laut François-Joseph Fétis ab 1759 bei Tommaso Traetta Komposition studierte. Von 1760 bis 1766 war er Mitglied der Württembergischen Hofkapelle Herzog Carl Eugens. Hier vollendete er seine musikalische Ausbildung bei Niccolò Jomelli. Als Ballettkomponist arbeitete er mit dem Choreographen Jean-Georges Noverre zusammen. Wegen drastischer Einsparungen beim Stuttgarter Ballett und Noverres Entlassung ließ sich Rodolphe Ende 1766 in Paris nieder. Dort wurde er Solohornist in der Hofkapelle des Prinzen Louis François de Conti sowie 1784 Kompositionslehrer an der École Royale du Chant et de Déclamation. Durch die Französische Revolution verlor er seine Stellen, wurde ab 1795 jedoch Professor für Solfège am neu gegründeten Pariser Konservatorium, Posten den er bis 1802 behielt. In seinen letzten Lebensjahren erteilte er privaten Unterricht.

## Werke (Auswahl)
- Rinaldo ed Armida, Ballett, 1761
- Psyché et l’Amour , Ballett, 1762
- Médée et Jason [Medea und Jason], Ballett, 1763
- Le Mariage par capitulation, Oper, 1764
- L’Aveugle de Palmyre, Oper, 1767
- Isménor, Oper, 1773
- Nanine, sœur de lait de la reine de Golconde, Oper, 1773
- 2 Hornkonzerte
- Kammermusik

### Theoretische Werke
- Solfège ou Nouvelle méthode de musique (Paris, 1784, 1790 in 2. Auflage)
- Théorie d’accompagnement et de composition (Paris, um 1785)